# Cojutepeque
Cojutepeque est une municipalité du Salvador, chef-lieu du département de Cuscatlán.